# مهدی کیانی (بازیکن فوتبال، زاده ۱۳۵۷)
مهدی کیانی (متولد ۱ مرداد ۱۳۵۷) بازیکن فوتبال اهل ایران است. که در باشگاه های متعددی در سطح اول فوتبال ایران حضور داشته است. همچنین او در دوران فوتبال خود جزو بااستعداد ترین هافبک های ایران بوده است.